# Les Essards-Taignevaux
Les Essards-Taignevaux ist eine französische Gemeinde im Département Jura in der Region Bourgogne-Franche-Comté. Sie gehört zum Arrondissement Lons-le-Saunier und zum Kanton Tavaux. Die Nachbargemeinden sind Asnans-Beauvoisin im Norden, Chaînée-des-Coupis im Nordosten, Rye im Süden, Mouthier-en-Bresse (Département Saône-et-Loire) im Südwesten und Les Hays im Westen. 

## Bevölkerungsentwicklung
| Jahr                       | 1962 | 1968 | 1975 | 1982 | 1990 | 1999 | 2008 | 2017 |
| Einwohner                  | 205  | 210  | 199  | 163  | 204  | 217  | 240  | 260  |
| Quellen: Cassini und INSEE |      |      |      |      |      |      |      |      |

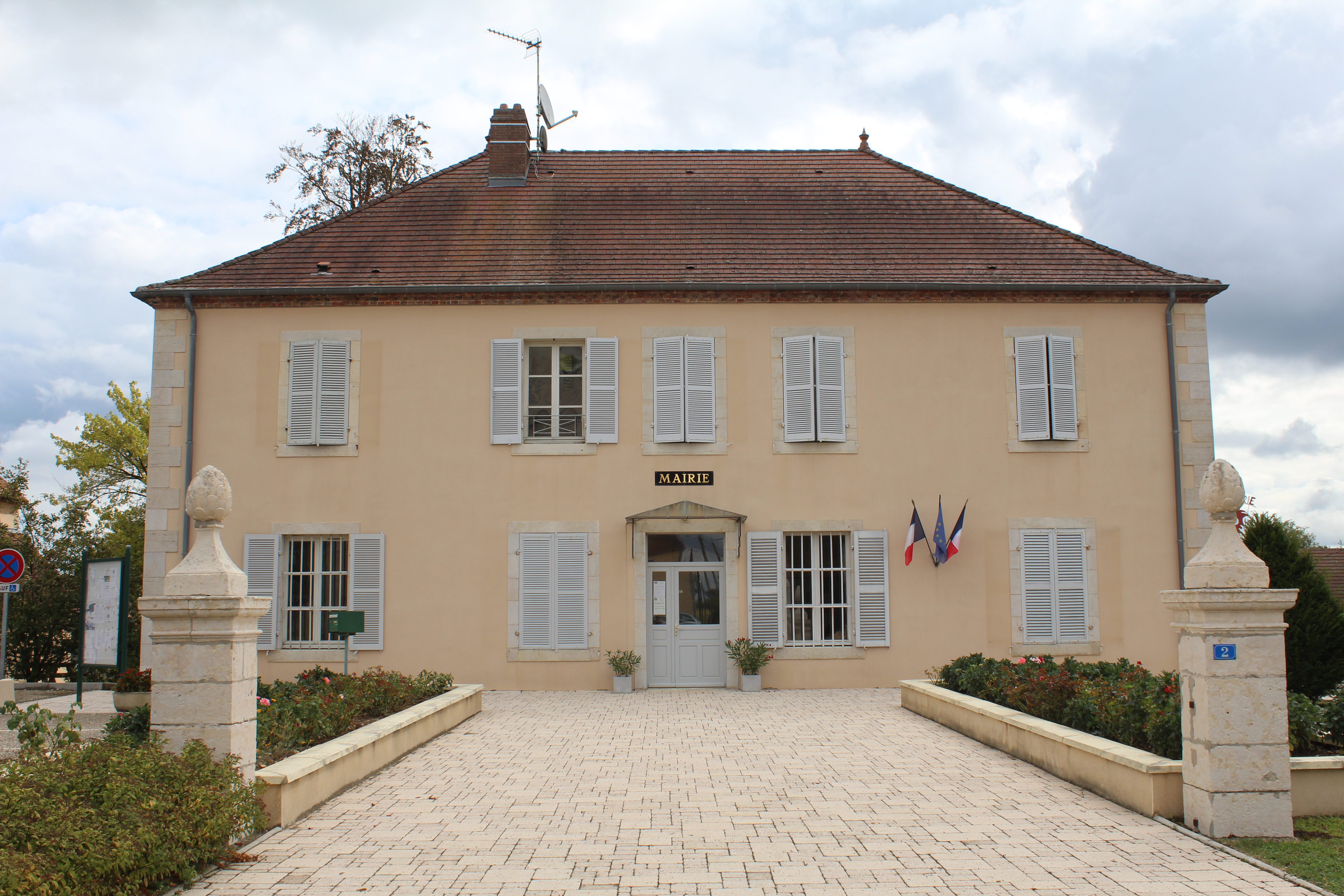
Mairie
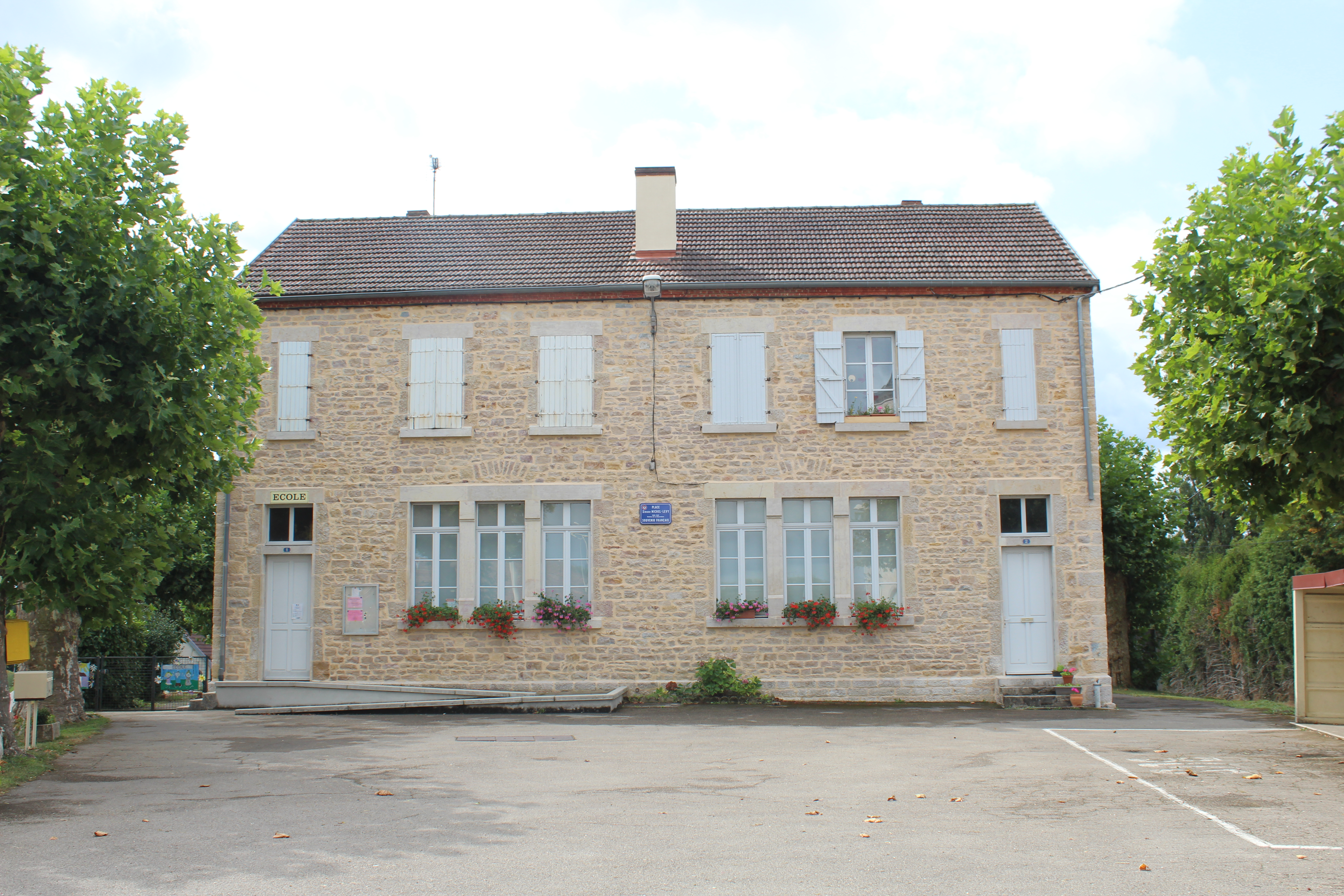
Schule
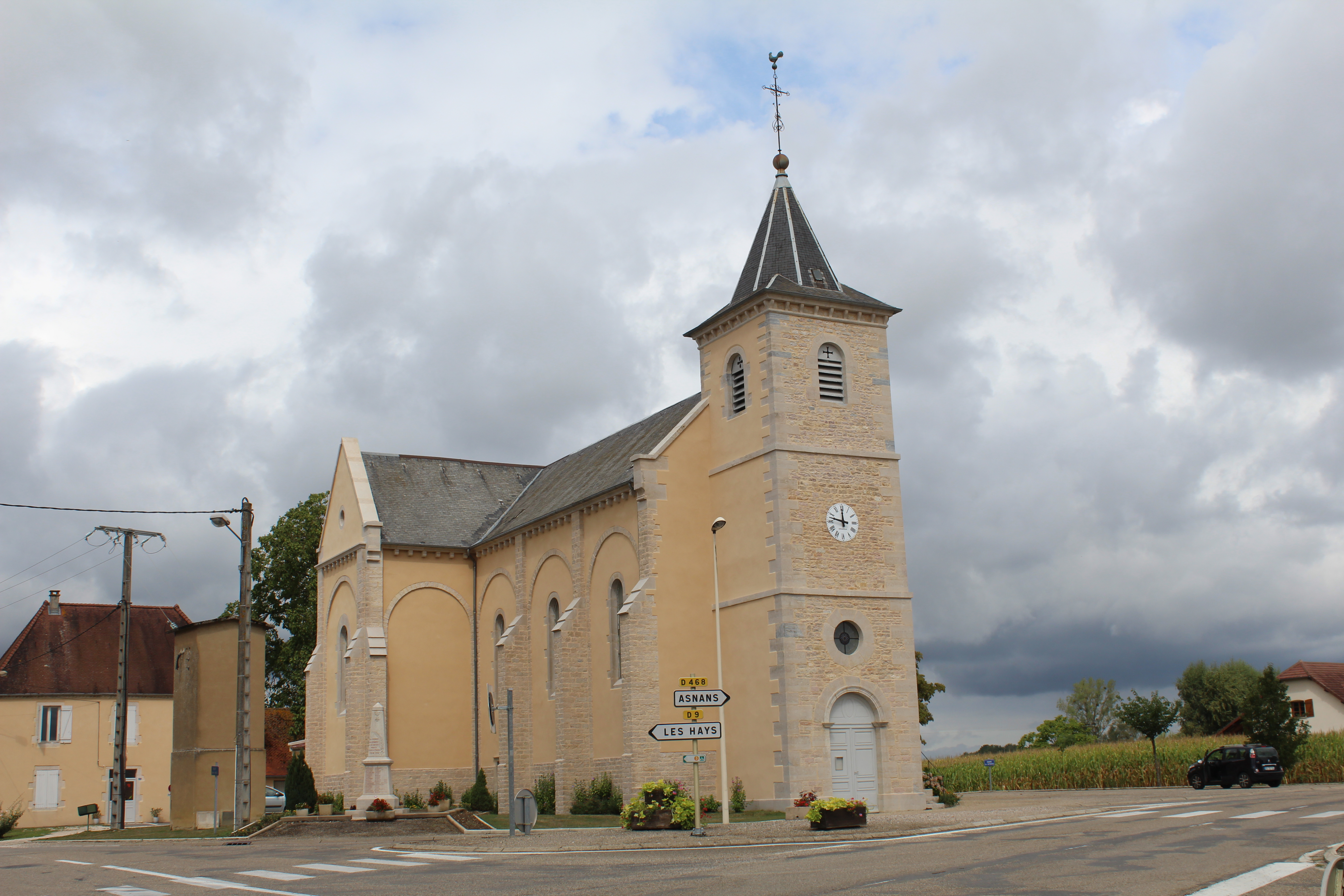
Kirche Saint-Louis